# Vukovar – osvrti i sjećanja
Vukovar – osvrti i sjećanja, hrvatski dokumentarni film iz 2005. godine redatelja Dominika Zena o najintenzivnijem razdoblju Vukovarske bitke od zadnjeg tjedna kolovoza do 18. studenog 1991. godine, ključna događaja suvremene hrvatske povijesti. Urednik je Stjepan Kolak.